# Somon Air
A Somon Air é uma companhia aérea com sede em Duchambé, capital do Tajiquistão, foi fundada em 2008 e é a primeira companhia privada do pais.

## Frota

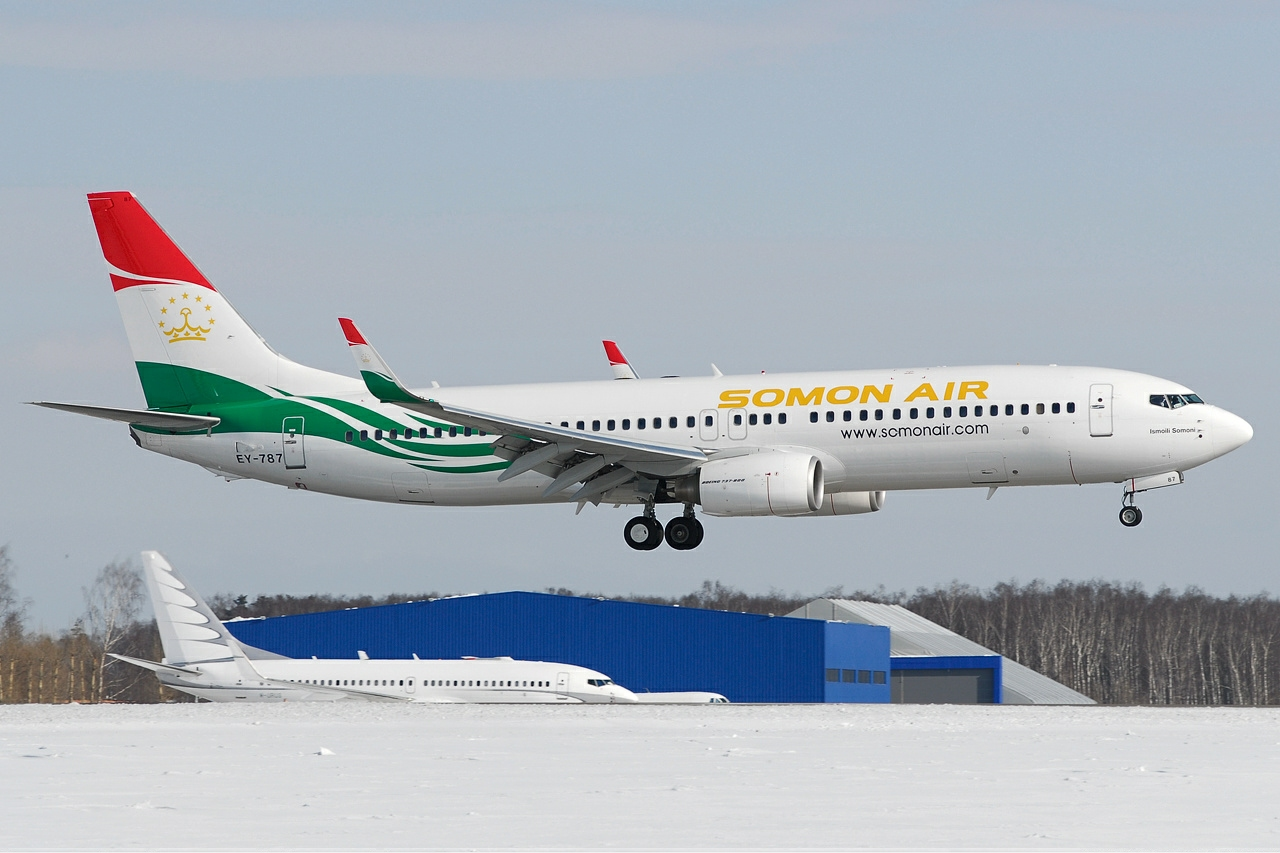
Boeing 737-800 da Somon Air.

Em agosto de 2019:
- Boeing 737-800: 4
- Boeing 737-900ER: 2
- H125: 1
- Mi8-AMT: 1